# 金沢市庁舎前広場事件
金沢市庁舎前広場事件（かなざわしちょうしゃまえひろばじけん）とは、金沢市が、金沢市庁舎に隣接する広場（金沢市庁舎前広場）において、政治的な集会の開催を不許可とした処分につき、集会の自由を保障する日本国憲法第21条第1項への違反を理由として、処分違憲及び国家賠償法上の違法が争われた事件。

## 事件の経緯

### 金沢市庁舎前広場
金沢市庁舎建物の北側に隣接する、南北約60ｍ、東西約50ｍの広場が、「金沢市庁舎前広場」である。

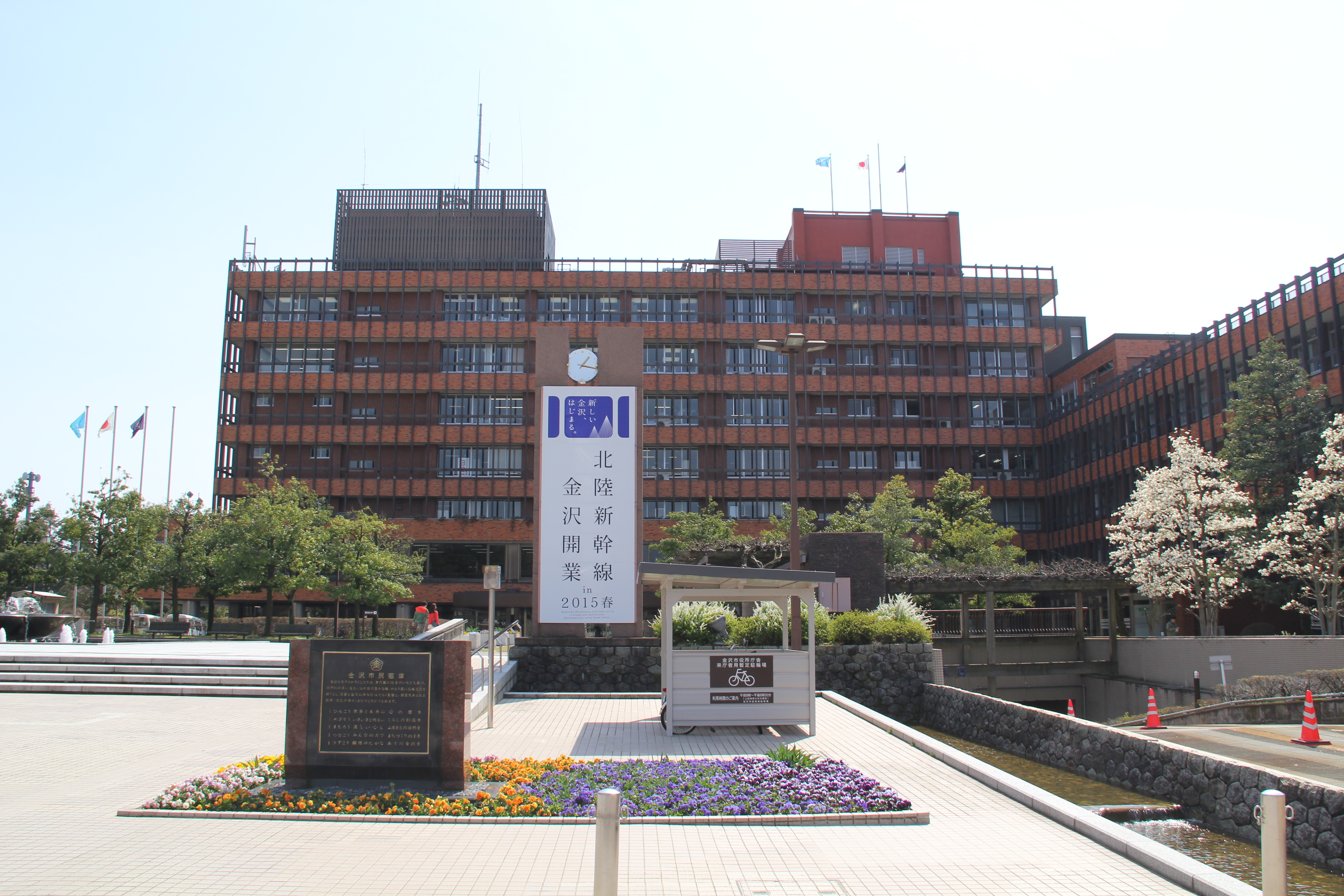
金沢市役所庁舎。手前が「金沢市庁舎前広場」。

この広場は、壁や塀で囲われておらず、段差のないフラットな空間である。
市庁舎前広場では、行為許可申請に基づき、ステージでの音楽演奏やダンスなどを伴うイベント、国際交流団体の活動紹介を内容とする行事のほか、原水爆禁止を訴える趣旨の集会が開催されたこともあった。

### 金沢市庁舎前広場に関する規則
金沢市庁舎前広場に関係する金沢市の行政規則として、「金沢市庁舎等管理規則」と「金沢市庁舎前広場管理要綱」が存在していた。

#### 金沢市庁舎前広場管理要綱
金沢市庁舎前広場が完成した1983年に、金沢市は「金沢市庁舎前広場管理要綱」を制定した。
同規則においては、「庁舎前広場は、本市の事務または事業の執行に支障のない範囲で、原則として、午前8時から午後9時までの間、市民の利用に供させるものとする」(3条)と定めていた。
また、同規則は、金沢市庁舎前広場において、宗教的・政治的行為（6条4号）や「その他広場の管理に支障を及ぼしまたはそのおそれのある行為」（6条6号）を禁じていた。

#### 金沢市庁舎等管理規則
2011年に、金沢市は「金沢市庁舎等管理規則」(平成23年金沢市規則第55号)を制定した。
同規則では、「市の事務又は事業の用に供する建物及びその附属施設並びにこれらの敷地(直接公共の用に供するものを除く。)で、市長の管理に属するもの」を「庁舎等」と定義し（2条）、「庁舎等」において、「特定の政策、主義又は意見に賛成し、又は反対する目的で個人又は団体で威力又は気勢を他に示す等の示威行為」（5条12号）や「庁舎管理者が庁舎等の管理上支障があると認める行為」（5条14号）などを禁じている。その一方で、一部の行為（5条1項～7号）については、庁舎管理者が「市の事務又は事業に密接に関連する等特別な理由があり、かつ、庁舎等の管理上特に支障がないと認めるとき」には許可できる、と定めている（6条1項）。
また、管理規則の前身である「金沢市庁舎管理要綱」では、金沢市庁舎前広場は同要綱の適用外とされていたが、本規則には適用除外規定が定められなかった。

### 原告に対する処分

#### 2017年4月14日の不許可処分
2017年3月31日、「石川県憲法を守る会」（以下「守る会」とする。）は、5月3日（憲法記念日）に、市庁舎前広場にて、「憲法施行70周年集会」の開催を計画していた。そのため、金沢市長に対して、本条例に定める行為の許可を申請した。
金沢市の担当者は、「守る会」から、当該集会では下記の事項があることを聴取した。
- 集会時間は30分程度であること
- 街宣車の近接、拡声器やプラカード等の使用があること
- 政治に対する批判や問題提起があること
- 約300人が集散予定であること

2017年4月14日、金沢市長は、「守る会」の申請に対して、当該集会が、管理規則の「特定の政策、主義又は意見に賛成し、又は反対する目的で個人又は団体で威力又は気勢を他に示す等の示威行為」（5条12号）や「庁舎管理者が庁舎等の管理上支障があると認める行為」（5条14号）に当たることを理由に、不許可処分をした。

#### 前後の処分の状況
「守る会」は、2017年3月の申請に対する不許可処分の後に、2018年5月の申請にも護憲集会に係る行為許可申請を行っているが、不許可処分が下されている。
一方で、「守る会」は、2019年11月と2022年5月の2回にわたり、以下の内容を書面で回答した上で、護憲集会に係る行為許可申請を行った。
- 規模を150人とすること
- 街宣車や拡声器は使用しないこと
- 「特定の政策、主義又は意見に賛成し、又は反対する目的で個人又は団体で威力又は気勢を他に示す等の行為」も行わない

これらの申請に対して、金沢市長は許可処分を行った。

## 訴訟の経過
「守る会」（原告）は、金沢市長が2017年3月の申請に対して管理規則5条12号を適用し行った不許可処分は、集会の自由を保障する憲法第21条第1項に違反して違憲であり、職務上の義務に反してなされた違法な行為であると主張して、国（被告）に対して、国家賠償法1条1項に基づく損害賠償（国家賠償）の支払いを求める訴訟を、金沢地方裁判所に提起した。

### 第一審（金沢地方裁判所）
2020年9月18日、第一審判決（金沢地判令和2年9月18日民集77巻2号320頁）において、金沢地方裁判所は、原告の請求を棄却した。
原告は、名古屋高等裁判所金沢支部に控訴した。

### 控訴審（名古屋高等裁判所金沢支部）
2021年9月8日、控訴審判決（名古屋高金沢支判令和3年9月8日民集77巻2号377頁）において、名古屋高等裁判所金沢支部は、原告の控訴を棄却した。
原告は、最高裁判所に上告及び上告受理申立てを行った。
このうち、上告受理申立てに対しては、2023年1月31日に、最高裁判所は、上告を受理しない旨の決定（最決令和5年1月31日令和3年（受）第2005号）をした。

### 上告審（最高裁判所第三小法廷）
2023年2月21日、上告審判決において、最高裁判所第三小法廷（裁判長：長嶺安政）は、原告の上告を棄却した（原告敗訴）。

## 上告審判決
最高裁判所第三小法廷（裁判長：長嶺安政）は、金沢市庁舎前広場における集会に係る行為に対し金沢市庁舎等管理規則5条12号を適用することは、憲法第21条第1項に違反しない、として、原告の上告を棄却した。
なお、本判決は4対1の多数決によるもので、宇賀克也裁判官の反対意見が付されている（後述）。

### 判決（法廷意見）

#### 根拠規定（金沢市庁舎等管理規則5条12号）の解釈
本判決は、市庁舎前広場が、「庁舎等」に該当して管理規則が適用されることを前提として、管理規則5条12号が禁じる「示威行為」とは、金沢市の公務の用に供される庁舎等において当該行為が行われることで、金沢市の外見上の政治的中立性が損なわれ公務の円滑な遂行が確保されなくなる「管理上の支障」が生ずるものを指す、と解した。

#### 違憲性の判断枠組みの提示
本判決は、集会の自由に対する制約の違憲性の判断枠組みとして、「成田新法事件」上告審判決の法理を引く。すなわち、「憲法21条1項の保障する集会の自由は、民主主義社会における重要な基本的人権の一つとして特に尊重されなければならないものであるが、公共の福祉による必要かつ合理的な制限を受けることがあるのはいうまでもない」とし、集会の自由に対する制約が「必要かつ合理的なものとして是認されるかどうかは、制限が必要とされる程度と、制限される自由の内容及び性質、これに加えられる具体的制限の態様及び程度等を較量して決めるのが相当である」と判示した。

#### 違憲性の判断
まず、本判決は、「制限が必要とされる程度」、つまり、管理規則5条12号の規制の目的について、公務の中核を担う庁舎等において、示威行為が行われると、金沢市長が庁舎等をそうした示威行為のための利用に供したという外形的な状況を通じて、あたかも金沢市が特定の立場の者を利しているかのような外観が生じ、これにより外見上の政治的中立性に疑義が生じて行政に対する住民の信頼が損なわれ、ひいては公務の円滑な遂行が確保されなくなるという「管理上の支障」が生じ得る、として、その目的は合理的であり正当と判断した。
次に、本判決は、「制限される自由の内容及び性質、これに加えられる具体的制限の態様及び程度」につき、以下の点を指摘する。
- 「管理上の支障」は、庁舎等において上記のような示威行為が行われるという状況それ自体により生じ得る以上、当該示威行為を前提とした何らかの条件の付加や被上告人による事後的な弁明等の手段によって「管理上の支障」が生じないようにすることは性質上困難である点
- 市庁舎前広場にて種々の集会の開催が許容されているという事情は、金沢市長が庁舎管理権の行使として、庁舎等の維持管理に支障がない範囲で住民等の利用を禁止していないということの結果であって、当該広場の庁舎等の一部としての性格が変容するものではない点
- 管理規則5条12号により禁止されるのは、あくまでも公務の用に供される庁舎等において所定の示威行為を行うことに限定されており、他の場所、特に、集会等の用に供することが本来の目的に含まれている公の施設等を利用することまで妨げられるものではない点[注釈 3]
- 管理規則5条12号の規定は、不明確なものとも、過度に広汎な規制であるともいえない点

そして、これらの点から、管理規則5条12号による集会の自由の制限は、必要かつ合理的な限度にとどまる、との判断がなされた。
よって、本判決は、管理規則5条12号による集会の自由の規制は憲法21条1項に違反せず、国家賠償法上の違法も生じ得ないと判断した。

### 個別意見

#### 宇賀克也裁判官反対意見

##### 敵意ある聴衆の法理
まず、本意見は、庁舎等の管理に関するルールが旧庁舎管理要綱から管理規則に移行した際に、広場管理要綱が廃止されていないことに着目し、市庁舎前広場には管理規則が適用されない、と解する。また、市庁舎前広場が、市民の憩いの場として利用されることを目的として整備されたものであり、また、壁や塀によって囲われていない平らな空間であることから、当該広場は公共用物としての性格を失っていないと指摘する。そして、これらのことから、市庁舎前広場は地方自治法244条にいう「公の施設」に該当する、と判断する。
続いて、本意見は、不許可処分が地方自治法244条2項にいう「正当な理由」に基づいていたかを判断すべきとした上で、「泉佐野市民会館事件」上告審判決の示した「敵意ある聴衆の法理」を採用しつつ、不許可処分には「正当な理由」は見当たらず違法と判断した。

##### パブリック・フォーラム論
本意見は、予備的な見解として、いわゆるパブリック・フォーラム論を展開する。
本意見は、市庁舎前広場がパブリック・フォーラムとしての実質を有するとし、パブリック・フォーラムにおける集会でなされるおそれのある発言内容を理由に不許可にすることは言論の自由の事前抑制になるので、集会の内容による規制を行う場合には、やむにやまれぬ利益が認められ、当該利益を達成するための手段が目的達成のために合理的に限定されていることを被告行政側が立証しなければならない、と論じた。

## 影響

### 学説における評価

#### 違憲審査の枠組みの評価
本事件の上告審判決が提示した違憲審査の枠組み、すなわち、「制限が必要とされる程度と、制限される自由の内容及び性質、これに加えられる具体的制限の態様及び程度等を較量」するという手法は、「成田新法事件」（集会の自由）をはじめ、「よど号事件新聞記事抹消事件」（知る権利）や「堀越事件」（政治的表現）、「大阪市ヘイトスピーチ条例事件」（差別的表現）の各上告審判決で採用されてきたものであって、集会の自由を含む表現の自由への制約の違憲審査における基底的判断枠組みとしてほぼ定着したとされる。